# Пахомий Великий
Пахо́мий Великий (ок. 292 — ок. 346 или 348) — египетский монах, выходец из Фив. Основатель киновитного монашества. Коптская православная церковь отмечает день его памяти 9 мая, а православная и католическая церкви отмечают этот день 15 мая или 28 мая.

## Жизнеописание
Будучи ещё язычником, поступил в армию Константина Великого солдатом. В ходе военных действий в 312 году его подразделение было тепло встречено христианами, сохранявшими нейтралитет. Там Пахомий познакомился с христианством и именно с той поры постепенно стал склоняться к этой религии. После окончания военных действий крестился. Основал первый христианский общежительный монастырь и составил для него первый монастырский устав (сохранился в латинском переложении, выполненном в 404 г. св. Иеронимом). Его христианским наставником был монах Паламон Фиваидский. Наряду с Антонием Великим, Макарием Великим и Евфимием Великим Пахомий считается столпом пустынножительства и основателем монашеского общежития. Как святой в лике преподобных Православной церковью почитается 15 (28) мая шестеричным богослужением, в Католической церкви — 9 мая.

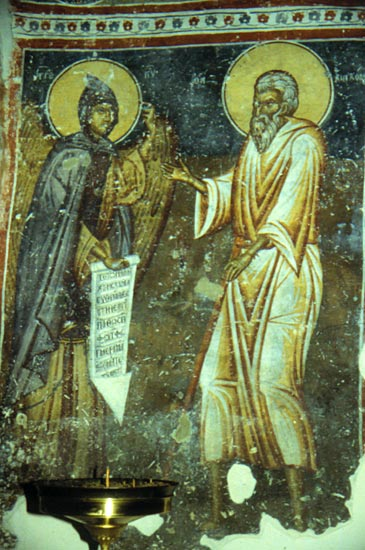
Явление ангела святому Пахомию

После службы в армии Пахомий удалился в Фиваидскую пустынь рядом со своим домом. Вскоре перебрался в христианскую общину в Тавенисси (Тавенне/Табенне) на восточном берегу Нила, состоявшую из вышеупомянутого отшельника Паламона и нескольких анахоретов. После смерти Паламона, Пахомию явился Ангел Божий в образе схимника и вручил ему устав монашеской жизни. Вскоре к преподобному пришел его старший брат Иоанн и поселился вместе с ним.
Известный христианский святой Василий Великий (330—379) побывал в киновии Пахомия и заимствовал многие его идеи в Кесарии (Каппадокия), где был создан устав аскетической монашеской жизни, используемый до сих пор в православных монастырях. Именно Пахомию приписывается введение в христианскую практику обычая использовать чётки.
Пахомий вошел в историю церкви как создатель общежительной формы монашества, или киновитства, которую он считал более соответствующей человеческой природе, нежели отшельничество в духе Антония Великого. Однако до создания первого монастыря он находился несколько лет в уединении в пустыне. Пахомий вошёл в историю, как один из отцов схимничества. Кроме того, Пахомий настаивал на беспрекословном подчинении иноков настоятелю, который в монашеской иерархии заступал место монарха. К концу его жизни община в Тавенисси насчитывала свыше 3000 монахов обоих полов, сгруппированных в 9 мужских и 2 женских обители.
Пахомий не был создателем монастыря в современном понятии слова. Киновия отличается от монастыря тем, что монахи там хотя и проводят часть дня вместе, живут каждый по отдельности, каждый в небольшой хижине и часть дня проводят наедине с собой, всё это является лишь приготовлением для тех, кто сможет потом перейти на более высокий аскетический уровень.